# 撮镇站 (合肥轨道交通)
撮镇站是中华人民共和国安徽省合肥市肥东县四顶山路与泉香路交叉口地下，是合肥轨道交通2号线的地铁车站。车站于2023年12月26日启用。

### 车站楼层
| B1 | 站厅                             | 出入口、票务服务、自动售票机、人工服务台 |  |
| B2 |                                  | █ 2号线列车往南岗方向 （南沙河）         |  |
| B2 | 岛式站台                         |                                          |  |
| B2 | █ 2号线列车往撮镇方向 （终点站） |                                          |  |

## 车站结构
撮镇站沿四顶山路南北向布置。车站为地下二层岛式车站。